# Конопляново (Івановська область)
Конопляново (рос. Конопляново) — присілок в Палехському районі Івановської області Російської Федерації.
Населення становить 59 осіб. Входить до складу муніципального утворення Майдаковське сільське поселення.

## Історія
Від 2005 року входить до складу муніципального утворення Майдаковське сільське поселення.

## Населення
| 1859 | 1905 | 2010 |
| ---- | ---- | ---- |
| 102  | ↘66  | ↘59  |